# ScienceUpFirst
ScienceUpFirst — це канадська ініціатива, спрямована на протидію дезінформації в Інтернеті, особливо про COVID-19. Вона була запущена 25 січня 2021 року, та об'єднує незалежних науковців, постачальників медичних послуг і наукових комунікаторів.

## Мета та історія
Ініціатива є результатом розмов між сенатором Стеном Катчером і професором права Тімоті Колфілдом, які обговорювали способи протидії дезінформації про COVID-19. У квітні 2021 року уряд Канади оголосив про виділення 2,25 мільйона доларів США для двох нових проєктів із прискорення вакцинації проти COVID-19, одним із яких був «ScienceUpFirst». Ініціатива отримала 2590682 долари у вигляді нового фінансування через Канадську асоціацію наукових центрів від Фонду партнерства з імунізації Агентства громадської охорони здоров'я Канади.
Група спрямовані на поширення інформації, створеної її членами або вибраної з надійних джерел. Починаючи з березня 2021 року, група також планувала відстежувати дезінформацію в Інтернеті, та публікувати науково обґрунтований контент, щоб протистояти цьому. На додаток до вербування спортсменів і знаменитостей, група будує мережу волонтерів для збільшення розповсюдження вибраної інформації. Особливо активно ініціатива боролася з дезінформацією про вакцинацію проти COVID-19, яка загрожує вплинути на рівень вакцинації. Колфілд прокоментував, що кількість дезінформації, яка поширюється в контексті пандемії COVID-19, не схожа ні на що за останні десятиліття. Він сподівається, що ця кампанія зможе донести інформацію до людей, які шукають надійну інформацію в Інтернеті.
Кампанія активна в твіттері, Facebook та Instagram. Вона намагалася застосувати найкращі практики боротьби з дезінформацією, які були виявлені різними дослідженнями наукової комунікації та громадської думки.

## Організація роботи
«ScienceUpFirst» організована у зв'язку з Канадською асоціацією наукових центрів, Ресурсів Канади щодо COVID-19, та Інституту права охорони здоров'я Альбертського університету. Інституційні партнери ініціативи включають Американську асоціацію сприяння розвитку науки, Центр контролю захворювань Британської Колумбії, Канадські інститути досліджень охорони здоров'я та Королівський канадський інститут, а також різноманітні спільноти партнерів, включаючи «19 to Zero».